# Liste der Auszeichnungen von Idles

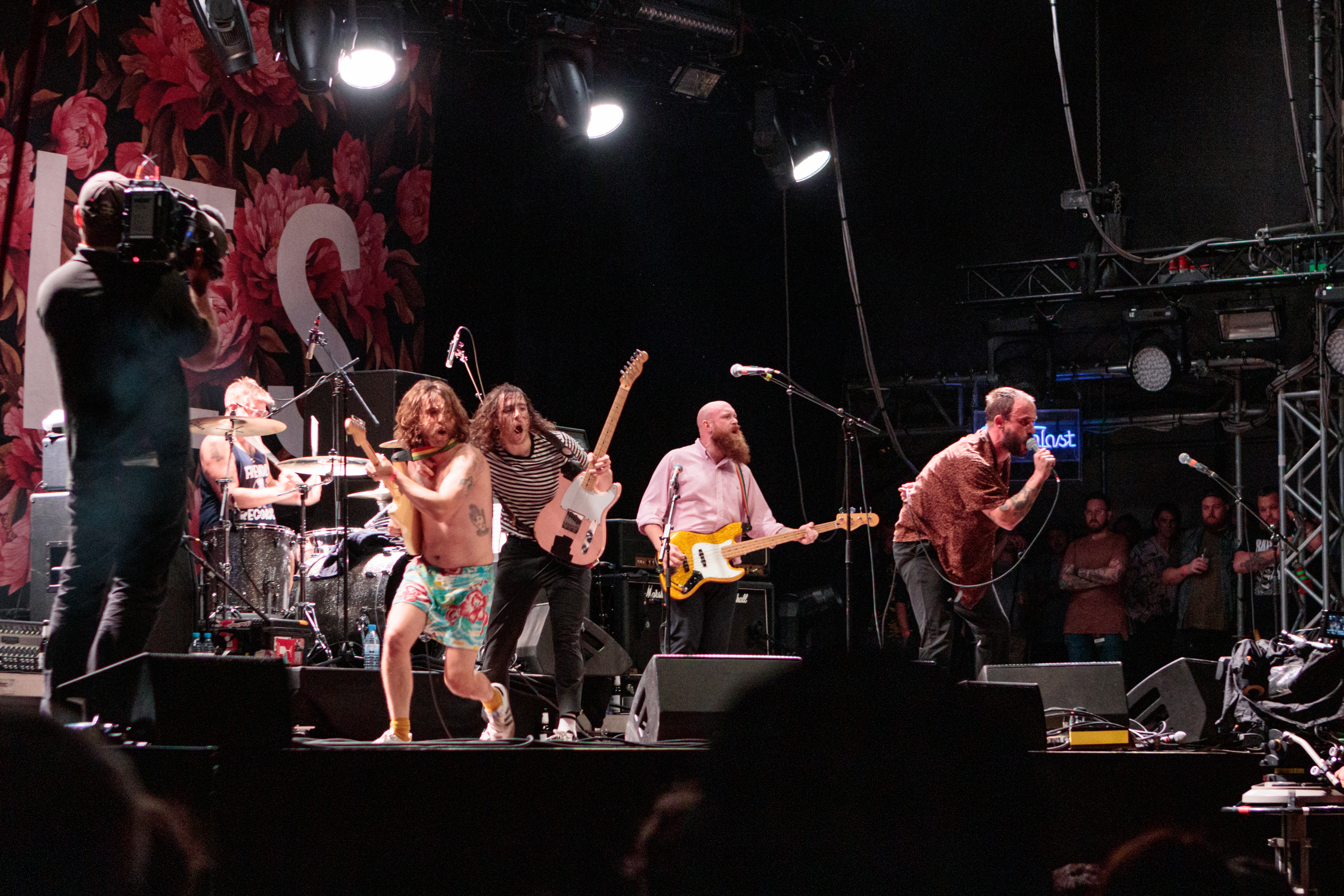
Idles live 2019

Die Liste ist eine Übersicht über die Auszeichnungen und Nominierungen der englischen Band Idles. Gelistet werden sowohl Nominierungen und Auszeichnungen bei Preisverleihungen.

## Auszeichnungen

### BRIT Awards
Die BRIT Awards wegen seit 1977 vergeben und gelten als der prestigeträchtigste Musikpreis des Vereinigten Königreiches. Idles wurden einmal nominiert.
| Jahr | Kategorie                | für   | Resultat  |
| ---- | ------------------------ | ----- | --------- |
| 2019 | British Breakthrough Act | Idles | Nominiert |

### Grammy Awards
Die Grammy Awards werden seit 1959 von der National Academy of Recording Arts and Sciences vergeben und gelten als der bedeutendste Musikpreis der Welt. Idles wurden fünfmal nominiert.
| Jahr | Kategorie             | für        | Resultat  |
| ---- | --------------------- | ---------- | --------- |
| 2023 | Best Rock Album       | Crawler    | Nominiert |
| 2023 | Best Rock Performance | Crawl!     | Nominiert |
| 2025 | Best Rock Album       | Tangk      | Nominiert |
| 2025 | Best Rock Song        | Gift Horse | Nominiert |
| 2025 | Best Rock Performance | Gift Horse | Nominiert |

### Heavy Music Awards
Die Heavy Music Awards werden seit 2017 vergeben. Idles wurden einmal nominiert.
| Jahr | Kategorie  | für                         | Resultat  |
| ---- | ---------- | --------------------------- | --------- |
| 2019 | Best Album | Joy as an Act of Resistance | Nominiert |

### Ivor Novello Award
Der Ivor Novello Award wird seit 1956 von der British Academy of Songwriters, Composers and Authors vergeben. Idles wurden einmal ausgezeichnet.
| Jahr | Kategorie     | für                         | Resultat |
| ---- | ------------- | --------------------------- | -------- |
| 2019 | British Album | Joy as an Act of Resistance | Gewonnen |

### Kerrang! Awards
Die Kerrang! Awards werden seit 1999 vom britischen Magazin Kerrang vergeben. Idles wurden einmal ausgezeichnet.
| Jahr | Kategorie                        | für   | Resultat |
| ---- | -------------------------------- | ----- | -------- |
| 2019 | British British Breakthrough Act | Idles | Gewonnen |

### Libera Awards
Die Libera Awards werden seit 2012 von der American Association of Independent Music vergeben. Idles gewannen drei Preise bei sechs Nominierungen.
| Jahr | Kategorie               | für        | Resultat  |
| ---- | ----------------------- | ---------- | --------- |
| 2020 | Best Live Act           | Idles      | Gewonnen  |
| 2021 | Best Punk Record        | Ultra Mono | Gewonnen  |
| 2021 | Best Creative Packaging | Ultra Mono | Nominiert |
| 2021 | Best Sync Usage         | Grounds    | Nominiert |
| 2022 | Best Rock Record        | Crawler    | Gewonnen  |
| 2022 | Video of the Year       | Car Crash  | Nominiert |

### Mercury Prize
Der Mercury Prize wird seit 1992 vergeben und gilt als Gegenstück zu den BRIT Awards. Idles wurden einmal nominiert.
| Jahr | Kategorie  | für                         | Resultat  |
| ---- | ---------- | --------------------------- | --------- |
| 2019 | Best Album | Joy as an Act of Resistance | Nominiert |

### NME Awards
Die NME Awards werden seit 1953 vom britischen Musikmagazin New Musical Express vergeben. Idles wurden dreimal nominiert.
| Jahr | Kategorie              | für   | Resultat  |
| ---- | ---------------------- | ----- | --------- |
| 2020 | Best British Band      | Idles | Nominiert |
| 2020 | Best Band in the World | Idles | Nominiert |
| 2022 | Best Live Act          | Idles | Nominiert |

### Q Award
Der Q Award wurde zwischen 1990 und 2019 vom britischen Musikmagazin Q vergeben. Idles wurden einmal ausgezeichnet bei zwei Nominierungen.
| Jahr | Kategorie                | für                         | Resultat  |
| ---- | ------------------------ | --------------------------- | --------- |
| 2018 | British Breakthrough Act | Idles                       | Gewonnen  |
| 2018 | Best Album               | Joy as an Act of Resistance | Nominiert |

### UK Music Video Awards
Die UK Music Video Awards werden seit 2008 vergeben. Idles wurden einmal ausgezeichnet bei drei Nominierungen.
| Jahr | Kategorie                      | für | Resultat  |
| ---- | ------------------------------ | --- | --------- |
| 2020 | Best Rock Video UK             | War | Gewonnen  |
| 2020 | Best Cinematography in a Video | War | Nominiert |
| 2020 | Best Editing in a Video        | War | Nominiert |